# Сафоново (Вологодская область)
Сафоново — деревня в Кадуйском районе Вологодской области.
Входит в состав Никольского сельского поселения, с точки зрения административно-территориального деления — в Никольский сельсовет.
Расположена на левом берегу реки Шулма. Расстояние по автодороге до районного центра Кадуя — 31 км, до центра муниципального образования села Никольское — 7 км. Ближайшие населённые пункты — Будиморово, Васильевская, Иваново, Ивановское, Калинниково, Мелентьево, Никоновская, Постниково, Прягаево, Спиренская, Старина, Шутовская.
По переписи 2002 года население — 1 человек.